# Opisthograptis crataegaria
Opisthograptis crataegaria är en fjärilsart som beskrevs av Jacob Hübner 1823. Opisthograptis crataegaria ingår i släktet Opisthograptis och familjen mätare. Inga underarter finns listade i Catalogue of Life.